# Desemprego sazonal
O Desemprego sazonal resulta basicamente da variação do ritmo da atividade econômica ao longo do ano. 
De acordo com a variação das atividade sazonais da economia, os diversos setores da economia podem operar com maior ou menor força de trabalho, contratando assim, trabalhadores por temporada, exemplo disso são atividades como; agricultura, comércio, entre outros, que resultam em maior nível de desemprego apenas em determinadas épocas do ano. Devido a essas características, as taxas de desemprego nesses setores são comparadas de forma sazonal, ou seja, conforme os mesmos períodos do ano anterior. 